# Hans Rameau
Hans Rameau, Paul Hans Rameau ou Paul H. Rameau, né Paul Hans Julius Gulder le 28 novembre 1901 à Berlin et mort le 9 avril 1980 à Gavignano en Italie, est un scénariste et acteur allemand, qui a travaillé à Hollywood de 1937 à 1951.

## Biographie
Paul H. Gulder obtient l'abitur en 1919. Après une formation au Reinhardt-Seminar, Rameau joue en 1920 au Neues Schauspielhaus de Königsberg et de 1921 à 1923 aux Kammerspiele de Munich.
Après quelques petits rôles au cinéma, Rameau devient scénariste. Il écrit des comédies, des films d'aventures et des mélodrames. Après le succès de Mazurka, Rameau émigre à Vienne en 1935 puis Rome et Londres en 1936.
En 1937, il s'installe à Hollywood où se trouve son père. Il signe avec la MGM et se fait appeler Paul H. Rameau à partir de 1939. Il est le co-scénariste de grandes productions..
Rameau revient à Berlin en 1951 et travaille pour différentes productions allemandes et autrichiennes des années 1950.

## Filmographie

### Acteur
- 1926 : Faust, une légende allemande de Friedrich Wilhelm Murnau
- 1927 : Primanerliebe de Robert Land

### Acteur et scénariste
- 1926 : Der rosa Diamant (de) de Rochus Gliese
- 1931 : Die Marquise von Pompadour de Willi Wolff

### Scénariste
- 1919 : Jettatore
- 1927 : 
  - Le Chevalier casse-cou
  - Am Rüdesheimer Schloß steht eine Linde de Johannes Guter
  - Der größte Gauner des Jahrhunderts de Max Obal
- 1928 : 
  - Mein Freund Harry de Max Obal et Rudolf Walther-Fein[2]
  - Die Yacht der sieben Sünden de Jacob Fleck et Luise Fleck
  - Der Unüberwindliche de Max Obal
  - Weib in Flammen de Max Reichmann
- 1929 : 
  - Der Zarewitsch de Jacob Fleck et Luise Fleck
  - Skandal in Baden-Baden et Die Liebe der Brüder Rott d'Erich Waschneck
  - Tempo! Tempo! de Max Obal
  - Sein bester Freund de Harry Piel[3]
- 1930 : 
  - Achtung! Autodiebe! de Harry Piel
  - Lui et moi (Er oder ich) de Harry Piel
- 1931 : 
  - Die Frau, von der man spricht
  - Die Abenteurerin von Tunis de Willy Wolff
  - Der Schlemihl de Max Nosseck
  - L'Auberge du père Jonas (Bobby geht los) de Harry Piel
  - Un caprice de la Pompadour de Joë Hamman et Willi Wolff
- 1933 : 
  - Manolescu, der Fürst der Diebe de Willy Wolff
  - Sprung in den Abgrund de Harry Piel
  - Ein Unsichtbarer geht durch die Stadt de Harry Piel
- 1934 : 
  - Die Finanzen des Großherzogs de Gustaf Gründgens
  - Ich kenn' Dich nicht und liebe Dich de Géza von Bolváry ; une version française est tournée la même année par Géza von Bolváry et Albert Valentin sous le titre Toi que j'adore avec d'autres acteurs[4]
  - Die Welt ohne Maske de Harry Piel
  - Une fois dans la vie de Max de Vaucorbeil
- 1935 : 
  - Wunder des Fliegens de Heinz Paul
  - Nacht der Verwandlung
  - Mazurka) (de) de Willi Forst
- 1937 : 
  - Moonlight Sonata (en) de Lothar Mendes
  - Confession de Joe May
  - The Rat (en) de Jack Raymond)
- 1940 : 
  - La Valse dans l'ombre (Waterloo Bridge) de Mervyn LeRoy
  - La Tempête qui tue (The Mortal Storm)de Frank Borzage[5]
- 1942 : Danse autour de la vie de Robert Z. Leonard
- 1943 : Madame Curie de Mervyn LeRoy
- 1951 : Maria Theresia de Emil-Edwin Reinert
- 1952 : Die Spur führt nach Berlin de František Čáp
- 1954 : 
  - Sans toi je n'ai plus rien de Hans Wolff
  - Le Tsarévitch d'Arthur Maria Rabenalt
- 1956 : Gaby de Curtis Bernhardt
- 1956 : Musikparade de Géza von Cziffra
- 1956 : La Reine du music-hall de Paul Martin
- 1957 : 
  - La Nuit de noce manquée (de) (Die verpfuschte Hochzeitsnacht) de Wolfgang Schleif
  - L'Aubergiste des bords du Danube (Die Lindenwirtin vom Donaustrand) de Hans Quest
  - Wien, Du Stadt meiner Träume de Willy Forst
- 1958 : 
  - Münchhausen in Afrika de Werner Jacobs
  - Scala – total verrückt de Erik Ode
- 1960 : Sabine und die 100 Männer de Wilhelm Thiele
- 1961 : Le Dernier Convoi (Der Transport) de Jürgen Roland